# Ransoniella
Ransoniella là một chi ốc biển, là động vật thân mềm chân bụng sống ở biển trong họ Cypraeidae, họ ốc sứ

## Các loài
Các loài thuộc chi Ransoniella bao gồm:
- Ransoniella bulbosa Dolin, 2007[2]
- Ransoniella erminea Dolin, 2007[3]
- Ransoniella fusula Dolin, 2007[4]
- Ransoniella glandina Dolin, 2007[5]
- Ransoniella labiosa Dolin, 2007[6]
- Ransoniella meyeri Dolin, 2007[7]
- Ransoniella oryza Dolin, 2007[8]
- Ransoniella punctata (Linnaeus, 1771)
- Ransoniella radiosa Dolin, 2007[9]
- Ransoniella serrata Dolin, 2007[10]
- Ransoniella uvula Dolin, 2007[11]
- Ransoniella vulgata Dolin, 2007[12]
- Ransoniella zyzypha Dolin, 2007[13]

## Hình ảnh

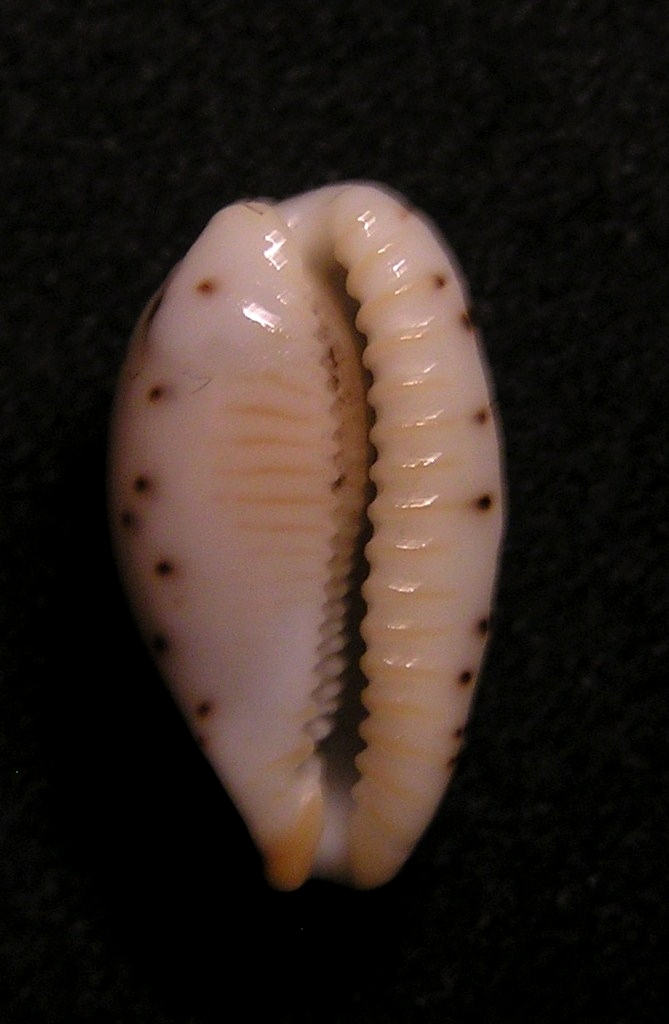